# Nissan (flod)
 For alternative betydninger, se Nissan. (Se også artikler, som begynder med Nissan)
Nissan er ved sin længde på 186 km en af det sydlige Sveriges længste floder. Den udspringer i en højmose i Månsarp nær Taberg, mere end 300 meter over havet, og har sit udløb i Kattegat ved Halmstad.

## Løb
Floden har først en nordvestlig og vestlig retning, men går siden mod sydvest gennem Småland. Den passerer Norra Unnaryd, Gislaved, Smålandsstenar, Skeppshult, Hyltebruk m.fl. og går derefter ind i Halland og kommer via Rydöbruk, Torup Slot, Fröslida Oskarström og Åled til Halmstad, hvor den munder ud i Laholmsbukten og Kattegat. Mange virksomheder i de nævnte byer har gennem årene hentet drivkraft fra Nissan.
Nissan sætter sit præg på Halmstad, som er bygget omkring floden. Ved Nissans udløb i Laholmsbugten driver Halmstads havn en betydelig virksomhed, men der er også lystbådehavn. I Nissan er der fiskeri af laks og havørred.
Langs med Nissan går den urgamle handelsvej Nissastigen, som nu hedder Riksväg 26. I september 1877 åbnede Halmstad-Nässjö Järnvägar, HNJ, strækningen Halmstad-Värnamo, hvor linjens sydlige del følger Nissan.

## Historie
Floden var i året 1062 åsted for slaget ved Niså mellem den norske konge Harald Hardråde og den danske konge Svend Estridsen. Slaget endte med norsk sejr.

## Bifloder
Nogle af tilløbene er :
- Betarpsbäcken
- Kilaån
- Löbbosjön
- Moa Sågbäck
- Sänkesjön
- Sennanån

## Eksterne kilder og henvisninger
1. ↑  "Vattendragsregister (SMHI)" (PDF). Arkiveret fra originalen (PDF) 15. november 2012. Hentet 7. maj 2011.

- Halmstads hamn Arkiveret 15. marts 2005 hos  Wayback Machine

56°39′20″N 12°51′00″Ø / 56.6556°N 12.85°Ø